# Maria Llopis
Maria Llopis  Navarro (Valencia, 1975) es una artista feminista cuyo trabajo se centra en crear visiones alternativas de la sexualidad. Referente del movimiento artístico Posporno junto a Post-Op, Diana J. Torres, Quimera Rosa, Paul B. Preciado y tantas otras personas y colectivos en España. Hermana del fotógrafo Ismael Llopis, conocido por su trabajo en la revista digital momo-mag.
Su trabajo forma parte de la exposición Genealogías feministas en el arte español: 1960-2010, comisariada por Juan Vicente Aliaga y Patricia Mayayo en el Museo de Arte Contemporáneo de Castilla y León MUSAC 2013.

## Formación
Licenciada en Bellas Artes por la Universidad de Valencia (1998) y máster en Animación Audiovisual en la Universidad Autónoma de Barcelona (2000).
En la actualidad está cursando el Máster Universitario en Investigación Aplicada en Estudios Feministas, de Género y Ciudadanía en la UJI, Castellón.

## Festivales y muestras
Su trabajo ha sido expuesto en numerosas exposiciones y programas de vídeo tales como Artivistic, Montreal (2009), en el Centro Cultural Montehermoso, Vitoria (2010), la Galería Volte en Bombay (2010), el Festival Panorama en Río de Janeiro (2011), el Museo Nacional Centro de Arte Reina Sofía (2011), la Aubin Gallery en Londres (2012) y el Center for Sex and Culture in San Francisco (2012).
Entre su labor profesional destacan numerosos talleres sobre arte y feminismo en centros como Hangar o Arteleku en España, el taller de postpornografía en el City of Women Festival en Ljubljana (2007), el Royal Institute of Art en Stockholm (2008) o el Festival Panorama en Río de Janeiro (2011).
Ha dado conferencias sobre nuevas representaciones de la sexualidad en el arte en varias universidades españolas, en la Universidad de París I Panthéon-Sorbonne (2010), o en el Post Porn Politics Symposium de Berlín (2006).
Es cofundadora del grupo de postporno Girlswholikeporno, activo entre 2004 y 2007.  A destacar la performance audiovisual presentada en Sónar, Festival Internacional de Música Avanzada y Arte Multimedia de Barcelona (2004).

## Filmografía
- Como directora e intérprete:

La Bestia. 2005, cortometraje.
El striptease de mi abuela. 2006, cortometraje.
Chatroulette. 2011, cortometraje.
- Como directora:

Real Life. 2011, documental.
- Como Intérprete:

Fake Orgasm. 2010, documental creativo. Dirigido por Jo Sol.